# 特鲁瓦戈
特鲁瓦戈（法語：Troisgots，法語發音：[tʁwaɡo]）是法国芒什省的一个旧市镇，属于圣洛区。2017年，特鲁瓦戈并入相邻的维尔河畔孔代。

## 地理
特鲁瓦戈（49°0'41"N, 1°4'24"W）面积7.53 平方千米，位于法国诺曼底大区芒什省，该省份为法国西北部沿海省份，西、北、东北三面环大西洋，东起顺时针与卡爾瓦多斯省、奧恩省、马耶讷省和伊勒-维莱讷省接壤。
与特鲁瓦戈接壤的市镇（或旧市镇、城区）包括：圣龙费尔、布雷克图维尔、维尔河畔孔代、栋让、费尔瓦什、勒梅尼勒奥帕克、勒梅尼勒拉乌勒、穆瓦永维拉日。

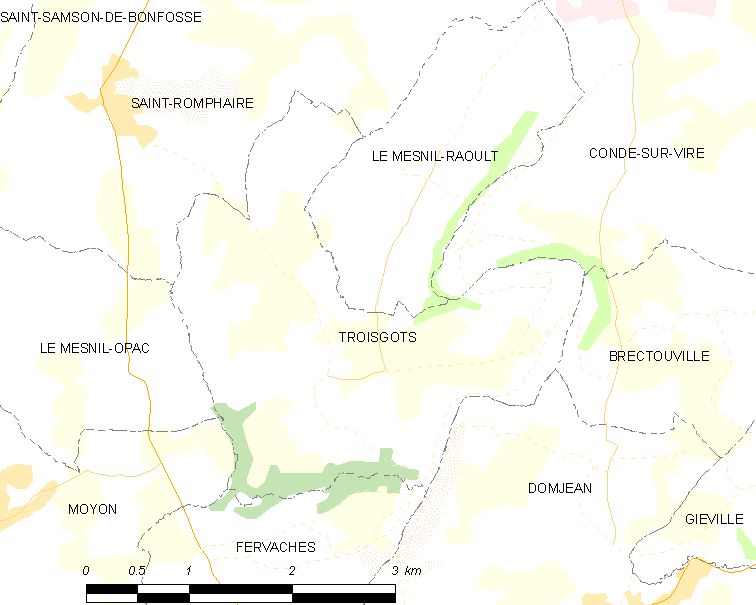
特鲁瓦戈的OSM定位图

特鲁瓦戈的时区为UTC+01:00、UTC+02:00（夏令时）。

## 行政
特鲁瓦戈的邮政编码为50420，INSEE市镇编码为50608。

## 政治
特鲁瓦戈所属的省级选区为维尔河畔孔代县。

## 人口

1962-2008年间特鲁瓦戈人口变化图示

特鲁瓦戈于2018年1月1日时的人口数量为343人。